# 广滩站
廣灘站（朝鲜语：광탄역；）曾为朝鲜铁路黃海青年線上的一个车站，位于黄海北道銀波郡，启用及废止时间不明。